# 小行星5272
小行星5272（5272 Dickinson）是一颗绕太阳运转的小行星，为主小行星带小行星。该小行星于1981年8月30日发现。

## 轨道参数
小行星5272的轨道半长轴为2.2152747 UA，离心率为0.193。